# Wietnam na letnich igrzyskach olimpijskich
Wietnam po raz pierwszy wziął udział w letnich igrzyskach olimpijskich w 1952 roku. Od tego czasu nie wystartował tylko na dwóch igrzyskach: w 1976 i 1984 roku.
Jak dotąd Wietnamczycy wywalczyli jeden złoty i trzy srebrne medale.

## Medale dla Wietnamu na letnich igrzyskach olimpijskich

### Medale według igrzysk
| IO      | złoto | srebro | brąz | Razem |
| ------- | ----- | ------ | ---- | ----- |
| IO 1952 | 0     | 0      | 0    | 0     |
| IO 1956 | 0     | 0      | 0    | 0     |
| IO 1960 | 0     | 0      | 0    | 0     |
| IO 1964 | 0     | 0      | 0    | 0     |
| IO 1968 | 0     | 0      | 0    | 0     |
| IO 1972 | 0     | 0      | 0    | 0     |
| IO 1980 | 0     | 0      | 0    | 0     |
| IO 1988 | 0     | 0      | 0    | 0     |
| IO 1992 | 0     | 0      | 0    | 0     |
| IO 1996 | 0     | 0      | 0    | 0     |
| IO 2000 | 0     | 1      | 0    | 1     |
| IO 2004 | 0     | 0      | 0    | 0     |
| IO 2008 | 0     | 1      | 0    | 1     |
| IO 2012 | 0     | 0      | 0    | 0     |
| IO 2016 | 1     | 1      | 0    | 2     |
| IO 2020 | 0     | 0      | 0    | 0     |

### Medale według dyscyplin sportowych
| Dyscyplina sportowa  | złoto | srebro | brąz | Razem |
| -------------------- | ----- | ------ | ---- | ----- |
| Strzelectwo          | 1     | 1      | 0    | 2     |
| Podnoszenie ciężarów | 0     | 1      | 0    | 1     |
| Taekwondo            | 0     | 1      | 0    | 1     |